# 三沙市
三沙市（さんさ-し）は、中華人民共和国海南省の南東部に位置する地級市。東南アジア各国との領有権問題を有す西沙諸島・中沙諸島・南沙諸島を管轄しており、南沙諸島の多くは中華民国（台湾）、ベトナム、フィリピンとマレーシアの実効支配下に置かれている。三沙市は多くの島嶼を管轄しているが、中国人のほとんどは南海諸島最大の島であるウッディー島（永興島）に居住している。

## 概要
2012年、海南省西沙諸島・中沙諸島・南沙諸島弁事処から改編され中国二番目の島嶼部の地級市として成立した。中国最南端の地級市であるとともに、海洋面積を含めると中国の地級市として最大の管轄面積であるが、人口は極めて限定的である。

## 歴史
1959年に海南特別行政区の下に組織された西沙諸島・中沙諸島・南沙諸島弁事処を前身とする。1988年の海南省設置に伴い移管されている。
2007年11月19日、海南省文昌市市委宣伝部が香港の『明報』の電話取材を受けた際、「中華人民共和国国務院はすでに海南省人民政府の建議を受け取っており、海南省西沙諸島・中沙諸島・南沙諸島弁事処の代わりに正式な県級市・三沙市を設置することを決定、三沙市への物流・供給は西沙諸島に一番近い文昌市が担当し、物流基地として文昌市清瀾港が整備される」と回答した。また『明報』の報道によれば、文昌市市委書記である謝明中は10月26日に開催された市委全体会議で「国務院が県級市成立を批准」を公表したが、市名に関しては「X市」とし、同時に永興島での観光産業を育成するとのことも報道された。このニュースが発表されると、ベトナムでは抗議活動が行われている。この年、中国政府は三沙市の成立を正式発表しないが、否認することもない立場を採用している。
2012年7月17日、国務院は三沙市の成立を正式に発表した。
Googleは、Google マップ英語版でスカボロー礁について三沙市中沙諸島に属すること示す"Zhongsha Island, Sansha"の表示を行っていたが、フィリピン市民からの抗議を受け、2015年7月14日にこの表示を削除している。

## 気候
熱帯モンスーン気候に属する。

## 行政区画
2つの行政区を管轄する。
- 西沙区
  - 西沙諸島、郵便番号469037、永興居民委員会の管轄下。西沙諸島の全域の島礁を中華人民共和国が実効支配。
  - 中沙諸島、郵便番号469039、中沙島礁居民委員会の管轄下。構成する島礁の内の唯一の島であるスカボロー礁を実効支配している国はない[6]。
- 南沙区
  - 南沙諸島、郵便番号469038、永暑礁居民委員会の管轄下。構成する数多くの島礁のうち中華人民共和国が実効支配しているのは8つの礁のみ。

### 年表
この節の出典
- 2012年6月21日 - 海南省西沙群島・南沙群島・中沙群島弁事処が地級市の三沙市に昇格（1市）。
- 2020年4月18日 - 西沙区・南沙区を設置（2区）[9]。

## 経済
水産資源と石油、天然ガスなどのエネルギー資源が豊富に存在しているが、領有権問題もあり、ほとんどが未開発である。天然資源以外にも豊富な漁場として各国の漁船が活動している。

## 人口
2010年時点での三沙市の住民登録は444人である。

## 交通

### 空港
1991年、西沙諸島に軍用の永興島空港が開港された。全長3,000mの滑走路が1本設置され、ボーイング737とエアバスA320の離着陸に対応している。

### 港湾
西沙諸島永興島に港湾2つと漁業基地1つがあり、5000 DWTレベルの船舶も入港できる。

## 観光
これまで政府により禁じられていた西沙諸島への観光旅行は、1997年に許可されるようになった。
- 西沙諸島回収記念碑（永興島）
- 南シナ海諸島記念碑（永興島）
- 西沙将軍林（永興島）
- 島嶼守備隊史料館（永興島）
- 海洋博物館（永興島）
- 日本軍砲台跡（永興島）
- 中国主権碑（石島）
- 西沙老竜頭石碑（石島）
- 中国国境警察警務碑（趙述島）
- 明清古廟遺跡（趙述島）

## 南シナ海諸島領有権を巡る紛争
2007年12月3日、ベトナム外務省 (Bộ Ngoại giao Việt Nam) のスポークスマンである黎勇 (Lê Dũng) は、ベトナム通信社記者の質問に回答する形で南シナ海の三沙市の成立に抗議をした。ベトナムは西沙諸島と南沙諸島とを領有するに十分な歴史的証拠と法的根拠を持っているという見解を示し、中華人民共和国の三沙市設置は、ベトナム社会主義共和国の主権を侵害することであり、両国間合意に違反するとともに、中越両国が海洋領有問題解決を目指し開始した交渉を妨害するものであると抗議した。関係諸国は海洋法に関する国際連合条約と、2002年に締結された南シナ海に関する行動宣言(The Declaration on the Conduct of Parties in the South China Sea)に依拠し、平和な話し合いによって問題解決を図るべきとの見解を示した。
2012年6月21日、ベトナム国会は南シナ海の南沙諸島と西沙諸島の領有権を定めた「ベトナム海洋法」を可決、これに対し中華人民共和国外交部は強く抗議し、ベトナム社会主義共和国もまた中華人民共和国の抗議を非難する声明を発表した。